# Adolf Knötgen
Adolf Knötgen, též Adolf Knödtgen (13. května 1831 Jenišův Újezd – 1. dubna 1900 Česká Lípa), byl rakouský notář a politik německé národnosti z Čech, poslanec Českého zemského sněmu a starosta České Lípy.

## Biografie
Vystudoval práva. Působil jako notář v Nejdku, od roku 1872 v České Lípě. Roku 1878 se stal prezidentem notářské komory pro soudní obvod Česká Lípa, Liberec.
V 70. letech se zapojil i do vysoké politiky. V zemských volbách v roce 1870 byl zvolen na Český zemský sněm, kde zastupoval kurii venkovských obcí, obvod Kraslice, Nejdek. Mandát zde obhájil v zemských volbách v roce 1872. Neúspěšně kandidoval i v zemských volbách v roce 1878, coby kandidát německé liberální Ústavní strany.
V lednu 1883 byl zvolen starostou České Lípy. Na funkci purkmistra rezignoval v roce 1884. Čelil tehdy tlaku na odstoupení. Část měšťanstva mu v září 1844 vyslovila nedůvěru kvůli jeho politickým a národním postojům. Koncem září 1884 starosta svou funkci opustil. Příčinou nesouhlasu se starostou byl Knötgenův pokus o založení nové politické strany, která měla napomoci lepšímu vyjednávání s Čechy.
Zemřel v dubnu 1900 v České Lípě. Tělo mělo být převezeno k poslednímu rozloučení a pohřbu do Mostu. Jeho syn Adolf Knötgen mladší (zemřel roku 1929) byl rovněž notářem a působil v Žacléři a Děčíně.